# Louis de Broglie
Louis Victor de Broglie eller Louis-Victor-Pierre-Raymond, 7. duc de Broglie (født 15. august 1892 i Dieppe, død 19. marts 1987 i Louveciennes) var en fransk matematiker og fysiker, som i 1929 modtog Nobelprisen i fysik for sin hypotese om, at stof kan forstås som bølger (partikel-bølge dualitet).
Hans arbejde inspirerede Erwin Schrödinger til Schrödingerligningen.
De Broglie var den første ledende videnskabsmand der foreslog oprettelsen af et multinationalt laboratorium, et forslag der resulterede i oprettelsen af Conseil Européen pour la Recherche Nucléaire (CERN).